# Armand-Urbain de Maillé de La Tour-Landry
Pour les autres membres de la famille, voir La Tour-Landry.
Pour les articles homonymes, voir Maillé.
Armand Urbain Louis de Maillé de La Tour-Landry (1er juillet 1816 à Paris - 10 juin 1903 à Paris), dit le « comte de Maillé », est un homme politique français du XIXe siècle.

## Biographie

Armes des Maillé : D'or à trois fasces nébulées de gueules.

Né dans une vieille famille de la noblesse d'Anjou dont la filiation est suivie depuis le XIe siècle, il est le fils cadet de Charles François Armand de Maillé de La Tour Landry (1770 † 1837),  2e duc de Maillé et de Blanche-Joséphine Le Bascle d'Argenteuil (1787 † 1851), sa seconde épouse.

### Carrière militaire
Armand-Urbain de Maillé de La Tour-Landry se destine d'abord à l'état militaire. Reçu à Polytechnique et à Saint-Cyr, il opte pour cette dernière école, dont il sort dans l'arme de la cavalerie.
Il sert avec distinction en Algérie. Il est sous-lieutenant au 9e régiment de chasseurs à cheval (1840), officier d'ordonnance du maréchal de camp comte de Dampierre.
Ayant quitté le service actif, il s'occupe d'industrie et devient maître de forges.
Pendant la guerre franco-prussienne de 1870, il est commandant du 4e bataillon de la 2e légion des mobilisés de Maine-et-Loire. Son bataillon est sérieusement engagé dans combat victorieux à Monnaie le 20 décembre 1870, ce qui lui vaut d'être fait chevalier de la Légion d'honneur.

### Carrière politique
Fixé après son mariage à La Jumellière (Maine et Loire), il est élu le 8 octobre 1871 conseiller général du canton de Chemillé. Sur son domaine, il développe des études agronomiques et participa a la création de l'école d'agriculture d'Angers
Riche propriétaire, il est élu représentant de son département à l'Assemblée nationale, le 8 février 1871, le 7e sur 11. Il prend une part active aux négociations infructueuses avec le « comte de Chambord » (M. de Maillé défendit chaleureusement le drapeau tricolore).
Catholique et royaliste, il siège à droite, fait partie de la réunion Colbert et du Cercle des Réservoirs, est membre de la commission d'enquête sur les actes du gouvernement de la Défense nationale et de la commission des grâces, vote contre le retour à Paris, pour le septennat (vote dont ses amis lui gardèrent longtemps rancune), pour la loi des maires, contre l'amendement Wallon, contre les Lois constitutionnelles de 1875.
Réélu député de la 1re circonscription de Cholet, le 20 février 1876, par 7 180 voix (13 028 votants, 16 621 inscrits), contre M. Abellard, et M. Formon (candidat que lui avaient opposé les royalistes mécontents), il soutient le ministère de Broglie et la politique du 16 mai.
Il est à nouveau réélu, après la dissolution de la Chambre, le 14 octobre 1877, contre M. Blauvillain. Il reprend sa place à droite, combat la politique scolaire et coloniale du gouvernement.
Son mandat est renouvelé, le 21 août 1881, contre M. Gazeau de Vautibault. Il continue de soutenir par ses votes la politique conservatrice et catholique.
Porté sur la liste de l'Union conservatrice du Maine-et-Loire, aux élections du 4 octobre 1885, il est élu, le 1er sur 8, il vote pour la révision de la Constitution, contre les lois restrictives de la liberté sur l'enseignement, et, à la fin de la législature, contre le rétablissement du scrutin d'arrondissement, pour l'ajournement indéfini de la révision de la Constitution, contre les poursuites contre trois députés membres de la Ligue des patriotes, contre le projet de loi Lisbonne restrictif de la liberté de la presse, contre les poursuites contre le général Boulanger.
À partir de 1883, le comte de Maillé préside le conseil général de Maine-et-Loire, jusqu'en 1903.
Aux élections législatives du 22 septembre 1889, tenues à nouveau au scrutin uninominal, Maillé retrouve son siège dans son ancienne circonscription de Cholet.
C'est un royaliste irréductible, défenseur des libertés locales et des droits de la famille. C'est ainsi qu'en 1889 il déclare dans une circulaire : « La loi de l'enseignement doit être modifiée dans le sens de la liberté. Il faut que chaque commune puisse voter pour le choix de l'éducation à donner à ses enfants. »
Il est réélu en 1893, sans concurrent.

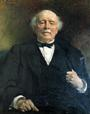
Le comte de Maillé.

Membre de la commission du tarif général des douanes depuis sa création, il en devient le vice-président en 1891 et en défend les tendances protectionnistes contre les principes échangistes. Il est président d'âge de la Chambre des députés lors de l'ouverture de la session de 1896.
Le département de Maine-et-Loire ayant été appelé à pourvoir au remplacement de Jules Barthélemy-Saint-Hilaire, sénateur inamovible, décédé, le comte de Maillé se présente et est élu le 23 février 1896. Réélu le 3 janvier 1897, il est aussitôt nommé président de la commission chargée de l'examen d'un projet de résolution de Leydet tendant à la nomination d'une commission annuelle du travail et de la prévoyance.
Au sénat, il préside le groupe de la droite.
En 1900, il demande à connaître les noms des membres de la commission de la Haute Cour avant l'élection de son vice-président.
Il appartient également à la commission de l'armée.
Il meurt à Paris le 9 juin 1903, âgé de 87 ans.
Son fils Louis Armand de Maillé de la Tour Landry, 4e duc de Plaisance, lui succède comme député du Maine et Loire.

### Distinction
- Chevalier de la Légion d'honneur

### A la Jumellière
Sur un terre restée dans la même famille depuis le XIe siècle, près du site des anciens châteaux, il fait construire avec son épouse Jeanne Lebrun, dans les années 1860, un nouveau château à la Jumellière, L'édifice est conçu par l'architecte Henri Parent. Les dépendances sont élevées par l'architecte  Ernest Sanson, le parc étant dessiné par le paysagiste Henri Duchêne.
Il participe activement et financièrement à la construction de l'école de garçons de La Jumellière, à la construction de l'école de Saint Lézin, à la reconstruction de l'église st Pierre de la Jumellière, à l'aménagement de l' Hospice.

### Mariage et descendance
- Il épouse à Paris, les 10 et 11 mai 1853, Jeanne Lebrun de Plaisance (5 avril 1835 , Paris † 19 octobre 1920 , La Jumellière), fille de Jules Lebrun de Plaisance, 3e duc de Plaisance, et de Marie Anne Wilhelmine Alexandrine Elisabeth Berthier de Wagram. Elle était la petite fille de Louis Alexandre Berthier , maréchal Berthier, et l'arrière petite fille du consul Charles-François Lebrun . Il en eut :
  - Blanche de Maillé de La Tour Landry (1854 † 1909), mariée avec Olivier Emmanuel de Caumont duc de La Force (1839 † 1909), dont postérité ;
  - Louis Armand Joseph de Maillé de La Tour-Landry (1860 † 1907), 4e duc de Plaisance (décret du 13 juin 1872), député de Maine-et-Loire (1903-1907), marié, le 30 décembre 1886 à Paris, avec Hélène Thérèse Philippine Marie de La Rochefoucauld (1865 † 1939), fille du duc d'Estissac, dont postérité ;
  - François Charles Edmond Marie de Maillé de La Tour-Landry (3 mai 1862 - Paris † 10 juillet 1926 - Paris), comte de Maillé de La Tour-Landry, 6e duc de Plaisance, conseiller général de Maine-et-Loire, marié, le 9 juin 1888 à Paris, avec Madeleine Raymonde Isaure Mathilde de Montesquiou (28 octobre 1865 † 10 juillet 1896 - Compiègne), mariée, le 21 octobre 1919 à Paris, dont il eut :
    - Philippe de Maillé de La Tour Landry (7 avril 1890 - Paris † 15 juin 1901 - Paris) ;
    - Claire Clémence Jeanne Marie de Maillé de La Tour Landry (15 décembre 1891 - Paris † 14 mai 1963 - Beaupréau), mariée le 21 octobre 1919 à Paris, avec Henri (21 septembre 1891 - Paris † 24 août 1974), comte de Gontaut-Biron ;

  - Elisabeth Jacqueline Jeanne Marie de Maillé de La Tour Landry (1869 † 1929), mariée en 1889 avec Antoine Pierre Marie Joseph Gabriel Théodule marquis de Grammont (1861 † 1944), dont postérité ;
  - Hélène Louise Marie de Maillé de La Tour Landry (1873 † 1953), mariée en 1894 avec Marc Marie Auguste Ferry de Ludre (1870 † 1915), comte de Ludre ;